# غراهام هوكينز
غراهام هوكينز (بالإنجليزية: Graham Hawkins)‏ (5 مارس 1946 في المملكة المتحدة - 27 سبتمبر 2016) هو مدرب كرة قدم ولاعب كرة قدم بريطاني في مركز الدفاع. لعب مع بريستون نورث إيند وبلاكبيرن روفرز وبورت فايل ووولفرهامبتون واندررز ولوس أنجلوس وولفز.

## وصلات خارجية
- غراهام هوكينز على موقع قاعدة بيانات كرة القدم.إي يو (الإنجليزية)
- غراهام هوكينز على موقع عالم كرة القدم.نت (الإنجليزية)